# Scandinavian Tourist Board
O Scandinavian Tourist Board - Conselho de Turismo Escandinavo (STB) é uma iniciativa conjunta dos conselhos nacionais de turismo da Dinamarca, Noruega e Suécia. STB é responsável pela promoção da Escandinávia e produtos turísticos escandinavos na Ásia-Pacífico, com particular ênfase para os principais mercados do Japão e China.

## História
Em 1967, o Conselho de Turismo da Dinamarca, como o primeiro dos três NTOs escandinavos (conselho nacional de turismo), estabeleceu um escritório de mercado em Tóquio. Quando a Suécia entrou em 1986, o STB nasceu. A Noruega entrou na irmandade escandinava um ano depois.

## Organização
O STB é de propriedade integral do VisitDenmark (antigo Conselho de Turismo da Dinamarca), Innovation Norway (que inclui o antigo Conselho de Turismo da Noruega) e VisitSweden (antigo Conselho de Viagens e Turismo da Suécia). A sede regional do STB está localizada em Tóquio, enquanto Pequim, Guangzhou, Copenhague, Mumbai e Sydney abrigam escritórios e representantes do mercado do STB. O STB é dirigido por Søren Leerskov desde 1995 e possui 28 funcionários na região.